# François-Joachim de Pierre de Bernis
François-Joachim de Pierre de Bernis, francoski rimskokatoliški duhovnik, škof in kardinal, * 22. maj 1715, Saint-Marcel-d'Ardèche, † 2. november 1794.

## Življenjepis
2. oktobra 1758 je bil povzdignjen v kardinala.
27. maja 1764 je bil imenovan za nadškofa Albija; 9. julija je bil potrjen in 5. avgusta 1764 je prejel škofovsko posvečenje.
26. junija 1769 je bil imenovan za kardinal-duhovnika S. Silvestro in Capite in 18. aprila 1774 za kardinal-škofa Albana.